# 2010-es Le Mans Series szezon
A 2010-es Le Mans Series szezon volt a hetedik Le Mans Series szezon. Öt versenyből állt, április 11-én kezdődött és szeptember 12-én fejeződött be.

## Versenynaptár
| # | Verseny                  | Pálya                                                    | Dátum         |
| - | ------------------------ | -------------------------------------------------------- | ------------- |
| – | Hivatalos teszt          | Circuit Paul Ricard, Le Castellet, Franciaország         | Március 7–9   |
| 1 | Castellet-i 8 órás       | Circuit Paul Ricard, Le Castellet, Franciaország         | Április 11    |
| 2 | Spa 1000 km-es           | Circuit de Spa-Francorchamps, Belgium                    | Május 9       |
| 3 | Algarve-i 1000 km-es     | Autódromo Internacional do Algarve, Portimão, Portugália | Július 17     |
| 4 | Hungaroringi 1000 km-es  | Hungaroring, Mogyoród, Magyarország                      | Augusztus 22  |
| 5 | Silverstone-i 1000 km-es | Silverstone Circuit, Egyesült Királyság                  | Szeptember 12 |

## Eredmények
Az abszolút győztes félkövérrel van jelölve.
| # | Pálya       | LMP1 Győztes csapat                          | LMP2 Győztes csapat                  | FLM Győztes csapat                                 | GT1 Győztes csapat                              | GT2 Győztes csapat            |
| # | Pálya       | LMP1 Győztes versenyzők                      | LMP2 Győztes versenyzők              | FLM Győztes versenyzők                             | GT1 Győztes versenyzők                          | GT2 Győztes versenyzők        |
| - | ----------- | -------------------------------------------- | ------------------------------------ | -------------------------------------------------- | ----------------------------------------------- | ----------------------------- |
| 1 | Paul Ricard | No. 7 Audi Sport Team Joest                  | No. 42 Strakka Racing                | No. 49 Applewood Seven                             | No. 50 Larbre Compétition                       | No. 77 Team Felbermayr-Proton |
| 1 | Paul Ricard | Allan McNish Rinaldo Capello                 | Danny Watts Nick Leventis Jonny Kane | Damien Toulemonde David Zollinger Ross Zampatti    | Gabriele Gardel Patrice Goueslard Julien Canal  | Marc Lieb Richard Lietz       |
| 2 | Spa         | No.3 Team Peugeot Total                      | No. 40 Quifel-ASM Team               | No. 47 Hope Polevision Racing                      | No. 70 Marc VDS Racing Team                     | No. 77 Team Felbermayr-Proton |
| 2 | Spa         | Sébastien Bourdais Pedro Lamy Simon Pagenaud | Miguel Amaral Olivier Pla            | Wolfgang Kaufmann Steve Zacchia Luca Moro          | Eric de Doncker Bas Leinders Markus Palttala    | Marc Lieb Richard Lietz       |
| 3 | Algarve     | No. 4 Team Oreca Matmut                      | No. 25 RML                           | No. 44 DAMS                                        | No. 50 Larbre Compétition                       | No. 96 AF Corse               |
| 3 | Algarve     | Olivier Panis Nicolas Lapierre               | Mike Newton Thomas Erdos Ben Collins | Jody Firth Warren Hughes                           | Gabriele Gardel Patrice Goueslard Fernando Rees | Gianmaria Bruni Jaime Melo    |
| 4 | Hungaroring | No. 5 Beechdean Mansell                      | No. 42 Strakka Racing                | No. 43 DAMS                                        | No. 50 Larbre Compétition                       | No. 77 Team Felbermayr-Proton |
| 4 | Hungaroring | Greg Mansell Leo Mansell                     | Nick Leventis Danny Watts Jonny Kane | Andrea Barlesi Alessandro Cicognani Gary Chalandon | Gabriele Gardel Patrice Goueslard Fernando Rees | Marc Lieb Richard Lietz       |
| 5 | Silverstone | No. 1 Team Peugeot Total                     | No. 42 Strakka Racing                | No. 44 DAMS                                        | No. 50 Larbre Compétition                       | No. 96 AF Corse               |
| 5 | Silverstone | Nicolas Minassian Anthony Davidson           | Danny Watts Jonny Kane Nick Leventis | Jody Firth Warren Hughes                           | Gabriele Gardel Patrice Goueslard Fernando Rees | Gianmaria Bruni Jaime Melo    |

## Bajnokságok
| Pontrendszer      | Pontrendszer | Pontrendszer | Pontrendszer | Pontrendszer | Pontrendszer | Pontrendszer | Pontrendszer | Pontrendszer | Pontrendszer | Pontrendszer | Pontrendszer | Pontrendszer | Pontrendszer | Pontrendszer    |
| Versenytáv        | Helyezés     | Helyezés     | Helyezés     | Helyezés     | Helyezés     | Helyezés     | Helyezés     | Helyezés     | Helyezés     | Helyezés     | Helyezés     | Helyezés     | Pole Pozíció | Leggyorsabb kör |
| Versenytáv        | 1.           | 2.           | 3.           | 4.           | 5.           | 6.           | 7.           | 8.           | 9.           | 10.          | 11.          | 12-          | Pole Pozíció | Leggyorsabb kör |
| ----------------- | ------------ | ------------ | ------------ | ------------ | ------------ | ------------ | ------------ | ------------ | ------------ | ------------ | ------------ | ------------ | ------------ | --------------- |
| 1000 km           | 15           | 13           | 11           | 9            | 8            | 7            | 6            | 5            | 4            | 3            | 2            | 1            | 1            | 1               |
| Több mint 1500 km | 30           | 26           | 22           | 18           | 16           | 14           | 12           | 10           | 8            | 6            | 4            | 2            | 1            | 2               |

Az LMP1, LMP2 és GT2 bajnokságok első két helyezettje automatikusan bejut a 2011-es Le Mans-i 24 órás versenyre.

### LMP1
| Helyezés | Rajtszám | Csapat                   | Alváz                    | Motor                               | 1    | 2    | 3    | 4    | 5    | Büntetés | Összesen |
| -------- | -------- | ------------------------ | ------------------------ | ----------------------------------- | ---- | ---- | ---- | ---- | ---- | -------- | -------- |
| 1.       | 4        | Team Oreca Matmut        | Peugeot 908 HDi FAP      | Peugeot HDi 5.5 L Turbo V12 (Dízel) | 21   | 0    | (18) | (10) | (14) |          | 63       |
| 2.       | 008      | Signature Plus           | Lola-Aston Martin B09/60 | Aston Martin 6.0 L V12              | 16   | 7    | 12   | 12   | 8    |          | 55       |
| 3.       | 12       | Rebellion Racing         | Lola B10/60              | Rebellion 5.5 L V10                 | 14   | 0    | 15   | 14   | 9    |          | 53       |
| 4.       | 7        | Audi Sport Team Joest    | Audi R15 TDI plus        | Audi TDI 5.5 L Turbo V10 (Dízel)    | (32) | 12   |      |      | 1    |          | 45       |
| 5.       | 13       | Rebellion Racing         | Lola B10/60              | Rebellion 5.5 L V10                 | 23   | 8    | 9    | 1    | 3    |          | 44       |
| 6.       | 009      | Aston Martin Racing      | Lola-Aston Martin B09/60 | Aston Martin 6.0 L V12              | 28   |      |      |      | 10   |          | 38       |
| 7.       | 5        | Beechdean Mansell        | Ginetta-Zytek GZ09SB     | Zytek ZJ458 4.5 L V8                | 12   |      |      | 16   | 6    |          | 36       |
| 8.       | 1        | Team Peugeot Total       | Peugeot 908 HDi FAP      | Peugeot HDi 5.5 L Turbo V12 (Dízel) |      | 11   |      |      | 16   |          | 27       |
| 9.       | 8        | Audi Sport Team Joest    | Audi R15 TDI plus        | Audi TDI 5.5 L Turbo V10 (Dízel)    |      | 8    |      |      | 13   |          | 21       |
| 10.      | 3        | Team Peugeot Total       | Peugeot 908 HDi FAP      | Peugeot HDi 5.5 L Turbo V12 (Dízel) |      | 18   |      |      |      |          | 18       |
| 11.      | 6        | AIM Team Oreca Matmut    | Oreca 01                 | AIM YS5.5 5.5 L V10                 | 17   |      |      |      |      |          | 17       |
| 12.      | 2        | Team Peugeot Total       | Peugeot 908 HDi FAP      | Peugeot HDi 5.5 L Turbo V12 (Dízel) |      | (15) |      |      |      |          | 15       |
| 13.      | 9        | Audi Sport North America | Audi R15 TDI plus        | Audi TDI 5.5 L Turbo V10 (Dízel)    |      | 10   |      |      |      |          | 10       |
| 14.      | 11       | Drayson Racing           | Lola B09/60              | Judd GV5.5 S2 5.5 L V10             |      |      |      |      | 7    |          | 7        |
| 15.      | 20       | Team LNT                 | Ginetta-Zytek GZ09S      | Zytek ZJ458 4.5 L V8                |      |      |      |      | 6    |          | 6        |
| -        | 007      | Aston Martin Racing      | Lola-Aston Martin B09/60 | Aston Martin 6.0 L V12              |      |      |      |      | 0    |          | 0        |

### LMP2
| Helyezés | Rajtszám | Csapat             | Alváz                  | Motor                  | 1    | 2   | 3   | 4    | 5    | Büntetés | Összesen |
| -------- | -------- | ------------------ | ---------------------- | ---------------------- | ---- | --- | --- | ---- | ---- | -------- | -------- |
| 1.       | 25       | RML                | Lola B08/80            | HPD AL7R 3.4 L V8      | 24   | 15  | 16  | 10   | 10   |          | 75       |
| 2.       | 42       | Strakka Racing     | HPD ARX-01C            | HPD AL7R 3.4 L V8      | (33) | (1) | (1) | (17) | (17) |          | 69       |
| 3.       | 24       | OAK Racing         | Pescarolo 01           | Judd DB 3.4 L V8       | 19   | 10  | 8   | 10   | 6    |          | 53       |
| 4.       | 35       | OAK Racing         | Pescarolo 01           | Judd DB 3.4 L V8       | 27   | 11  | 0   | 5    | 10   | -1       | 52       |
| 5.       | 41       | Team Bruichladdich | Ginetta-Zytek GZ09SB/2 | Zytek ZG348 3.4 L V8   | 18   | 0   | 14  | 9    | 5    |          | 46       |
| 6.       | 40       | Quifel ASM Team    | Ginetta-Zytek GZ09SB/2 | Zytek ZG348 3.4 L V8   | 0    | 17  | 0   | 13   | 14   |          | 44       |
| 7.       | 30       | Racing Box         | Lola B09/80            | Judd DB 3.4 L V8       | 16   | 10  |     | 4    | 9    |          | 39       |
| 8.       | 36       | Pegasus Racing     | Courage-Oreca LC75     | AER P07 2.0 L Turbo I4 | 14   | 8   | 12  | 0    | 0    |          | 34       |
| 9.       | 39       | KSM                | Lola B08/47            | Judd DB 3.4 L V8       | 12   | 0   |     |      | 5    |          | 17       |
| 10.      | 27       | Race Performance   | Radical SR9            | Judd DB 3.4 L V8       | 0    | 8   |     | 5    | 4    |          | 17       |
| 11.      | 29       | Racing Box         | Lola B09/80            | Judd DB 3.4 L V8       | 0    |     |     | 8    | 7    |          | 15       |
| 12.      | 31       | RLR msport         | MG-Lola EX265          | AER P07 2.0 L Turbo I4 |      |     |     | 7    | 0    |          | 7        |
| -        | 37       | WR / Salini        | WR LMP2008             | Zytek ZG348 3.4 L V8   | 0    |     |     |      |      |          | 0        |

### FLM
Minden csapat Oreca FLM09 alvázat és a General Motors 6,3 L V8-as motort használt.
| Helyezés | Rajtszám | Csapat                 | 1    | 2   | 3    | 4   | 5    | Büntetés | Összesen |
| -------- | -------- | ---------------------- | ---- | --- | ---- | --- | ---- | -------- | -------- |
| 1.       | 43       | DAMS                   | 22   | 0   | 13   | 15  | 9    |          | 59       |
| 2.       | 47       | Hope Polevision Racing | 18   | 15  | 0    | 11  | 13   |          | 57       |
| 3.       | 45       | Boutsen Energy Racing  | 0    | 13  | 11   | (9) | 8    |          | 41       |
| 4.       | 46       | JMB Racing             | 0    | 11  | 9    | 13  | 7    |          | 40       |
| 5.       | 48       | Hope Polevision Racing | 26   | (1) | 0    |     | (12) |          | 39       |
| 6.       | 49       | Applewood Seven        | (30) | 0   | 1    | 1   |      |          | 32       |
| 7.       | 44       | DAMS                   | 1    |     | (15) | 0   | 15   |          | 31       |

### GT1
| Helyezés | Rajtszám | Csapat                | Alváz             | Motor                   | 1    | 2    | 3    | 4    | 5    | Büntetés | Összesen |
| -------- | -------- | --------------------- | ----------------- | ----------------------- | ---- | ---- | ---- | ---- | ---- | -------- | -------- |
| 1.       | 50       | Larbre Compétition    | Saleen S7-R       | Ford 7.0 L V8           | (33) | 11   | 17   | (18) | (18) |          | 97       |
| 2.       | 66       | Atlas FX-Team FS      | Saleen S7-R       | Ford 7.0 L V8           |      | 9    | (16) | 0    |      |          | 25       |
| 3.       | 70       | Marc VDS Racing Team  | Ford GT1          | Ford 5.3 L V8           |      | 18   |      |      |      |          | 18       |
| 4.       | 60       | Matech Competition    | Ford GT1          | Ford 5.3 L V8           |      | 15   |      |      |      |          | 15       |
| 5.       | 61       | Matech Competition    | Ford GT1          | Ford 5.3 L V8           |      | 13   |      |      |      |          | 13       |
| 6.       | 72       | Luc Alphand Aventures | Corvette C6.R     | Corvette LS7.R 7.0 L V8 |      | (10) |      |      |      |          | 10       |
| -        | 52       | Young Driver AMR      | Aston Martin DBR9 | Aston Martin 6.0 L V12  |      | 0    |      |      |      |          | 0        |

### GT2
| Helyezés | Rajtszám | Csapat                  | Alváz                       | Motor                 | 1    | 2    | 3   | 4   | 5   | Büntetés | Összesen |
| -------- | -------- | ----------------------- | --------------------------- | --------------------- | ---- | ---- | --- | --- | --- | -------- | -------- |
| 1.       | 77       | Team Felbermayr-Proton  | Porsche 997 GT3-RSR         | Porsche 4.0 L Flat-6  | 32   | 17   | 13  | 16  | 9   |          | 87       |
| 2.       | 95       | AF Corse                | Ferrari F430 GT2            | Ferrari 4.0 L V8      | 24   | 13   | 15  | 11  | (3) |          | 66       |
| 3.       | 96       | AF Corse                | Ferrari F430 GT2            | Ferrari 4.0 L V8      | 1    | 16   | 18  | 9   | 15  |          | 59       |
| 4.       | 88       | Team Felbermayr-Proton  | Porsche 997 GT3-RSR         | Porsche 4.0 L Flat-6  | 28   | 7    | 9   | 7   | 4   |          | 55       |
| 5.       | 76       | IMSA Performance Matmut | Porsche 997 GT3             | Porsche 4.0 L Flat-6  | 14   | 10   | 4   | 12  | 7   |          | 47       |
| 6.       | 91       | CRS Racing              | Ferrari F430 GT2            | Ferrari 4.0 L V8      | 0    | 9    | 7   | 14  | 10  |          | 40       |
| 7.       | 94       | AF Corse                | Ferrari F430 GT2            | Ferrari 4.0 L V8      | 18   | 4    | (7) | (5) | 4   |          | 38       |
| 8.       | 85       | Spyker Squadron         | Spyker C8 Laviolette GT2-R  | Audi 4.0 L V8         | 12   | 8    | 6   | 5   | 7   |          | 38       |
| 9.       | 90       | CRS Racing              | Ferrari F430 GT2            | Ferrari 4.0 L V8      | (20) | 3    | 4   | 3   | 3   |          | 33       |
| 10.      | 92       | JMW Motorsport          | Aston Martin V8 Vantage GT2 | Aston Martin 4.5 L V8 | 0    | 0    | 10  | 8   | 12  |          | 30       |
| 11.      | 78       | BMW Team Schnitzer      | BMW M3 GT2                  | BMW 4.0 L V8          | 16   | 3    |     |     | 7   |          | 26       |
| 12.      | 75       | Prospeed Competition    | Porsche 997 GT3-RSR         | Porsche 4.0 L Flat-6  | 0    | 6    | 0   | 0   | 13  |          | 19       |
| 13.      | 79       | BMW Team Schnitzer      | BMW M3 GT2                  | BMW 4.0 L V8          |      | (11) |     |     | 7   |          | 18       |
| 14.      | 89       | Hankook Team Farnbacher | Ferrari F430 GT2            | Ferrari 4.0 L V8      | 0    | 5    | 7   | 4   | 0   |          | 17       |
| 15.      | 86       | Team Felbermayr-Proton  | Porsche 997 GT3-RSR         | Porsche 4.0 L Flat-6  |      |      |     | 4   |     |          | 4        |
| 16.      | 99       | Gulf Team First         | Lamborghini Gallardo LP560  | Lamborghini 5.2 L V10 |      |      |     |     | 4   |          | 4        |
| 17.      | 93       | JWA Racing              | Porsche 997 GT3-RSR         | Porsche 4.0 L Flat-6  |      | 3    |     |     |     |          | 3        |
| 18.      | 98       | Prospeed Competition    | Porsche 997 GT3-RSR         | Porsche 4.0 L Flat-6  |      | 3    |     |     |     |          | 3        |